# Глорія Рубен
Глорія Рубен (9 червня 1964 , Торонто, Онтаріо ) — канадсько-американська акторка, продюсерка та співачка, номінантка на премії «Еммі» та «Золотий глобус». Найбільш відома за роллю Джіні Буле в медичному телесеріалі «Швидка допомога» (1995—1999, 2008), а також за роль Елізабет Кеклі у фільмі Стівена Спілберга «Лінкольн», який отримав премію «Оскар» у 2012 році.
Крім того, вона знімалася в таких фільмах, як «Патруль часу» (1994), «В останній момент» (1995) та «Та, що породжує вогонь» (2022). Вона зіграла Крісту Гордон у серіалі «Пан Робот» (2015—2019), а також повторюваного персонажа у «Місті на пагорбі» (з 2019 року). Вона також зіграла Адіну Джонсон у «Плащі і Кинджалі» з 2018 по 2019 рік та Валері Джаретт у телесеріалі 2022 року «Перша леді».

## Життя та кар'єра
Глорія Рубен найбільш відома за роль Джині Булле в телесеріалі «Швидка допомога», в якому вона знімалася з 1995—1999 рр. і як гостя в 2008 році. За свою роль вона двічі була номінована на премії «Еммі» та «Золотий глобус», а також виграла чотири нагороди Гільдії кіноакторів США. У 1996 році, на хвилі успіху серіалу, вона була включена до списку найкрасивіших людей у світі за версією журналу People.
У 2000 році Рубен виступала в гастрольному турі Тіни Тернер «Twenty Four Seven Tour». У 2000-х роках вона знялася як запрошена зірка в епізодах серіалів « Закон і порядок: Спеціальний корпус» та «До смерті красива». Також Рубен знялася в серії телефільмів «Джессі Стоун», а в 2012 році зіграла роль Елізабет Кісклі, колишню рабиню, яка стала успішною швачкою, у фільмі Стівена Спілберга «Лінкольн». У 2013 році вона знялася в третьому сезоні серіалу « Коли падають небеса», а потім з'явилася у фільмах «Іспит для двох» (2013), «Розумний сумнів» (2014), «Далека дорога» (2015) та «Анестезія» (2015), «Та, що породжує вогонь» (2022).

## Фільмографія
- 1990—1991 — Флеш / The Flash — Сабріна
- 1992 — Дика орхідея 2: Два відтінки смутку / Wild Orchid II: Two Shades of Blue — Селеста
- 1994 — Патруль часу / Timecop — Сара Філдінг
- 1995 — В останній момент / Nick of Time — Кріста Брукс
- 2000 — Шафт / Shaft — сержант Рада (відсутня у титрах)
- 2001—2002 — Агентство / The Agency — Ліза Фабріцці (епізоди 1–13, 21–22)
- 2003—2004 — Зниклий / 1-800-Missing — Брук Хаслетт
- 2006 — Охоронець / The Sentinel — місіс Меррівезер
- 1995—1999, 2008 — Швидка допомога / ER — головна роль
- 2002, 2007—2011 — Закон і порядок: Спеціальний корпус / Law & Order: Special Victims Unit — Вайолет Тремейн (2002) / Крістін Деніелсон (2007—2011)
- 2005 — 4исла / Numb3rs — Еріка Квімбі (в епізоді «Noisy Edge»)
- 2008—2009 — Адвокатська практика / Raising the Bar — Розалінд Вітмен
- 2010 — До смерті красива / Drop Dead Diva — Професор Кеті Міллер (в епізоді «Freeze the Day»
- 2011—2015 — Коли падають небеса / Falling Skies — Марина Перальта (10 епізодів)
- 2012 — Лінкольн / Lincoln — Елізабет Кеклі
- 2015 — Містер Робот / Mr. Robot
- 2015 — Найдовша подорож / The Longest Ride — Адрієнн Френсіс
- 2015—2017 — Чорний список / The Blacklist — докторка Сельма Орчард (Епізоди: «Висновок Лютера Брекстона» та «Доктор Богдан Крилов»)
- 2015—2019 — Пан Робот / Mr. Robot — Кріста Гордон (повторювальна роль)
- 2016 — Жан із Джонсових / Jean of the Joneses — Жанет
- 2017 — Хто ми зараз / Who We Are Now — Ребекка
- 2018 — Кожен день Різдво / Every Day Is Christmas — Лідія
- 2018 — Сліпа зона / Blindspot — Кіра Еванс (5 епізодів)
- 2018—2019 — Плащ і Кинджал / Cloak & Dagger — Адіна Джонсон
- 2019 — / The Jesus Rolls Lady — власниця
- 2019—2021 — Місто на пагорбі / City on a Hill — Елоїза Гастінгс
- 2021 — Блакитна кров / Blue Bloods — агент ATF Рейчел Вебер
- 2022 — Перша леді / First Lady — Валері Джаретт
- 2022 — Та, що породжує вогонь / Firestarter — капітан Холлістер